# 鈴木道子 (音楽評論家)
鈴木 道子（すずき みちこ、1931年 - ）は、日本の音楽評論家。祖父は鈴木貫太郎。

## 経歴
東京府出身。自由学園ピアノ学校に学び、林光は同級生であった。東京女子高等師範学校附属高等学校から東京女子大学文学部英米文学科に進む。高校の頃からNHKやTBSのラジオ放送に出演していた。大学卒業後、文化放送にアナウンサーとして入社したが、レコード室を経て、音楽番組を手がけるプロデューサーとなり、『モダン・ジャズを分析する』で『スイングジャーナル』誌のプロデューサー・オブ・ジ・イヤーを受賞した。
1960年にアメリカ合衆国へ渡り、1年半ほどで帰国して以降は、フリーランスとしてラジオ番組のプロデューサーやディスクジョッキー、音楽評論家として活動した。日本レコード大賞審査員、国立音楽大学非常勤講師なども歴任した。また、一般社団法人ミュージック・ペンクラブ・ジャパン会長を務めている。
首相を務めた鈴木貫太郎は祖父。

## おもな著書

### 著作
- アメリカン・ミュージック・ヒーローズ 米国ポピュラー音楽の歴史、ショパン、2005年
- 花に聴く 鈴木道子写真集、光村印刷、1999年
- 花に聴く 鈴木道子写真集2、文芸社、2012年
- 祖父・鈴木貫太郎　孫娘が見た、終戦首相の素顔、朝日新聞出版、2024年。保阪正康監修・解説
- 「ライヴ・イン・ジャパン」コレクション1966-1993、河出書房新社、2014年。編

### 訳書
- サイ&バーバラ・リバコフ、ボブ・ディラン モダン・フォークの巨星、東亜音楽社、1966年
- ハリー・エリス・ディクスン、ドルチェで行きましょう わが愛するボストン交響楽団の三十年、文化放送開発センター出版部、1974年
- ブルース・ポロック、ロック・ノスタルジア、晶文社、1989年
- ルイ・アームストロング、サッチモ　ニュー・オルリーンズの青春、音楽之友社、1970年